# هییر
هییر (به هلندی: Heer) یک منطقهٔ مسکونی در هلند است که در ماستریخت واقع شده‌است. هییر ۷٫۶۱۵ نفر جمعیت دارد.